# Karl Georg von Loebell

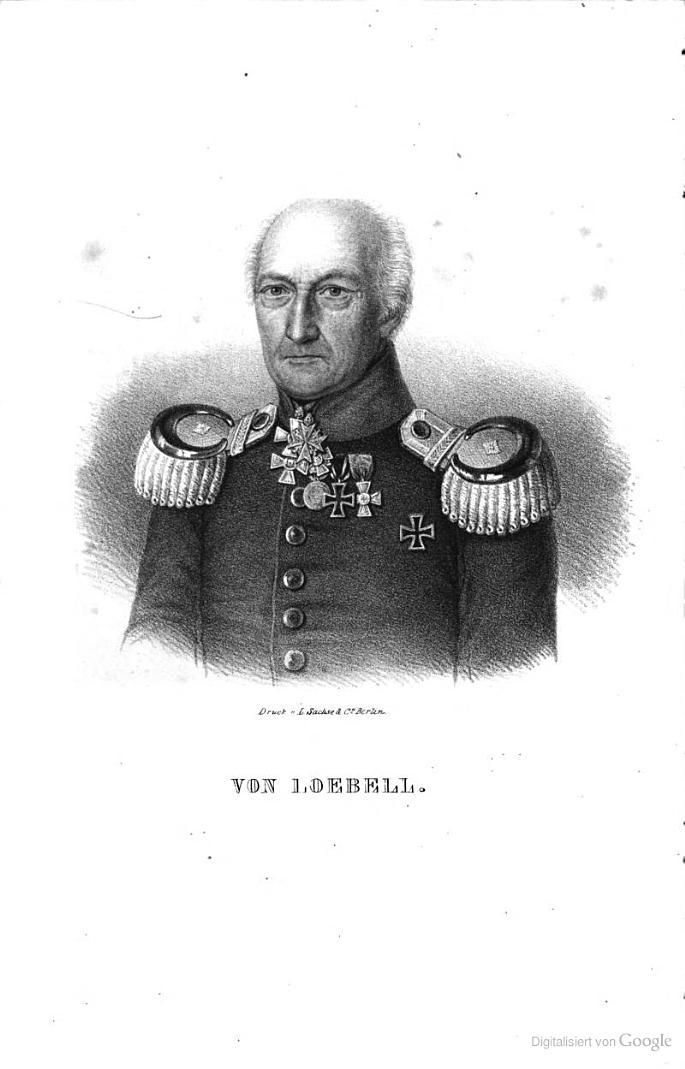
Carl Georg von Loebell (1777–1841)

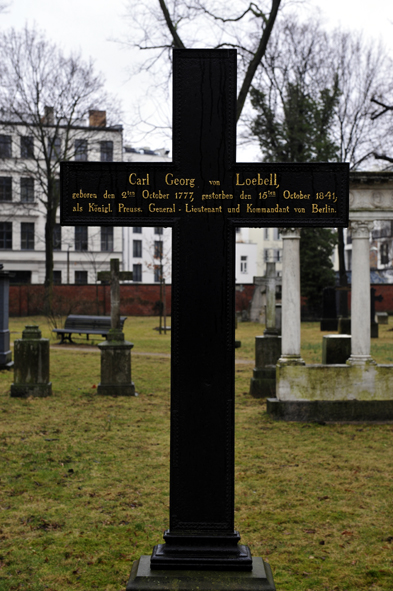
Grabstelle auf dem Alten Garnisonfriedhof in Berlin-Mitte

Karl Georg von Loebell (* 2. Oktober 1777 auf Pohbuschen bei Erwahlen (Kurland); † 15. Oktober 1841 in Berlin) war ein preußischer Generalleutnant sowie Stadtkommandant von Berlin.

## Leben

### Herkunft
Karl Georg entstammte dem Adelsgeschlecht von Loebell und war der Sohn des preußischen Premierleutnants Karl Ernst Adam von Loebell (1740–1789), Herr auf Pormsahten und dessen Ehefrau Margarethe Gottliebe, geborene von Korff (1746–1804).

### Militärkarriere
Loebell besuchte das Kadettenhaus Berlin und wurde am 8. März 1794 als Estandartenjunker dem Kürassierregiment „Sachsen-Weimar“ der Preußischen Armee überwiesen. Mit diesem nahm er während des Feldzuges 1794 an den Gefechten bei Mechenheim und Edinghofen teil und wurde nach dem Frieden von Basel mit seinem Regiment dem Observationskorps in Westfalen zugeteilt. Als Sekondeleutnant (seit 5. Juni 1796) wurde Loebell am 9. Dezember 1805 Adjutant des Generalmajors von Quitzow. Während der Schlacht bei Jena und Auerstedt konnte er sich besonders auszeichnen. Er entging nach der Kapitulation von Prenzlau der Gefangennahme und schlug sich nach Ostpreußen durch. Hier beteiligte er sich als Stabsrittmeister bei der Dragonerbrigade „von Wedel“ an den letzten Gefechten des Feldzuges von 1807. Nach dem Frieden von Tilsit wurde er zum Rittmeister befördert und zum Eskadronchef in seinem Stammregiment ernannt. Bereits am 5. April 1812 erfolgte seine Beförderung zum Major.
Als solcher kämpfte Loebell 1813/15 in den Befreiungskriegen gegen Napoleon zunächst in der Schlacht bei Großgörschen, wofür er mit dem Eisernen Kreuz II. Klasse und nach der Völkerschlacht bei Leipzig mit dem Kreuz I. Klasse ausgezeichnet wurde. Während des Feldzuges 1815 wurde er am 17. Mai Kommandeur seines Regiments. Nach der Beendigung des Krieges erfolgte am 9. Oktober 1815 seine Beförderung zum Oberst. Loebel gab im November 1816 das Kommando über sein Regiment ab und erhielt den Posten des Kommandeurs der 8. Kavallerie-Brigade in Erfurt. Als Generalmajor beauftragte man ihn ab 30. März 1832 für die Dauer von zwei Jahren mit der Führung der 8. Division und ernannte ihn anschließend zum Kommandeur des Großverbandes. Weitere zwei Jahre später wurde er Generalleutnant. In der Zeit war er auch mit der Wahrnehmung der Geschäfte als Kommandant von Erfurt beauftragt. Für seine Verdienste wurde Loebell am 15. September 1838 mit dem Roten Adlerorden I. Klasse mit Eichenlaub, am 5. Oktober 1838 mit dem Orden der Heiligen Anna  I. Klasse sowie am 31. Oktober 1839 mit dem Großkreuz des Herzoglich Sachsen-Ernestinischen Hausordens gewürdigt.
König Friedrich Wilhelm III. ernannte Loebell am 27. Januar 1840 zum Chef der Landgendarmerie und zum Kommandanten von Berlin. In dieser Stellung berichtete er dem König mehrfach über den Zustand und die unzureichende Ausstattung der Gendarmerie. Im Frühjahr 1841 erkrankte Loebell schwer und nach einer Verschlechterung seines Gesundheitszustandes verstarb er im Oktober des Jahres.
Sein Grab befindet sich im Feld IV des Garnisonsfriedhofs Berlin.

### Familie
Loebell war seit 17. Januar 1811 mit Emilie Luise Friederike Philippine Dorothea, geborene von Uebel (1789–1869) verheiratet. Aus der Ehe gingen sechs Kinder hervor:
- Adelheid (* 25. Februar 1811; † 1. Juni 1868) ⚭ Anton Ludwig von Petery (1780–1851), preußischer Generalleutnant
- Karl Hermann Robert (1815–1905), Major ⚭ Rosalie Wilhelmine von Thümen (1825–1917), Eltern von Friedrich Wilhelm von Loebell
- Emilie Bertha Pauline (1817–1869)
- Karl Ludwig Oswald (1823–1898), preußischer Generalleutnant ⚭ Adelheid Pauline von Ditfurth (1835–1911)
- Rudolf Karl Bernhard (* 14. Juni 1825; † 9. Dezember 1865), Direktor der Burg Schadeleben
- Paul Emil Walter (1825–1826)